# 気になる季節
『気になる季節』（きになるきせつ）は、1977年10月16日から1978年3月26日までテレビ朝日系列局で放送されていたNP企画製作のテレビドラマである。全23話。放送時間は毎週日曜 20:00 - 20:54 （日本標準時）。

## 概要
東京の環状八号線沿いにあるという自動車修理工場「響四輪車修理所」を舞台にした青春コメディドラマ。主演はピンク・レディーのミーとケイ。
本作には毎回さまざまな著名芸能人たちがレギュラーまたはゲストで登場し、劇中で歌を披露していた。また、喫茶店店員役の春日三球・照代も漫才を披露したりと、バラエティ番組の要素を持つ内容で放送されていた。放送当時はスーパーカーブームの真っ只中であり、劇中では毎回ガレーヂ伊太利屋の協力のもと、工場でスーパーカーを整備するシーンがあった。また、同社がスポンサーに付いていたレーシングカー「伊太利屋スペシャル」がオープニングに使われていた。
最終話では、ピンク・レディーが修理所の所長・速男とともに皆に見送られながらヨーロッパへ旅立つシーンで終了した。その後に彼女たちがお別れの挨拶をした後、当時の新曲である「サウスポー」を流して締め括った（曲の間には2人以外のレギュラーがカットインしていた）。
本放送の終了後、テレビ朝日では毎週木曜 16:00 - 16:55 に再放送され、その後も繰り返し再放送されていたが、1980年代に入ってからは逆にまったく放送されなくなった。また本作は、後年の回顧番組で紹介されることもほとんどない。

## ストーリー
東京にやって来た2人の少女ミイ（ミー）とケイ（ケイ）。2人はいとこの淳子（桜田淳子）の父が経営する自動車修理工場の見習いとして、住み込みで働くことになった。そして毎回さまざまな事が修理工場を舞台にして起き、頼りにならない警部（小池朝雄）、行きつけの喫茶店「ごぶさた」のマスター（玉置宏）、漫才好きの「ごぶさた」の夫婦店員（春日三球・照代）を巻き込んでの珍事件も起きる。

## キャスト
- 若狭美鶴代：ミイ（ミー、ピンク・レディー）
- 若狭啓子：ケイ（ケイ、ピンク・レディー）
- 響淳子：桜田淳子
- ジャッキー半間：藤村俊二
- 響速男：ディック・ミネ
- 響スミ子：坂本スミ子
- 響順：井上順
- 響孝喜：鍋谷孝喜
- 響ワタル：松田洋治
- 名古屋竜：加納竜
- 名古屋宏美：岩崎宏美
- 郡宏（スナックのマスター）：玉置宏
- 郡リノ：かたせ梨乃
- 金尾為三：名古屋章
- 金尾よしみ：芦川よしみ
- 正太（美容院助手）：森川正太
- スナックの従業員夫婦：春日三球・照代
- 別波警部：小池朝雄
- 若狭アキ子：和田アキ子

## スタッフ
- プロデューサー：岩永惠（テレビ朝日）、井田舒也（NP企画）
- 脚本：伊藤裕弘、前川宏司、雪室俊一 ほか
- 演出：真船禎、緒形陽一 ほか
- 音楽：半間厳一
- 制作：NP企画

## テーマ曲
「気になる季節のテーマ」
作曲：半間巌一

## 放送日程
| 話数 | 初放送日        | サブタイトル                           | ゲスト                                           |
| ---- | --------------- | -------------------------------------- | ------------------------------------------------ |
| 1    | 1977年 10月16日 | 泥まみれの青春                         | 山口百恵、西城秀樹                               |
| 2    | 10月23日        | ローマの恋人                           | 石川さゆり                                       |
| 3    | 10月30日        | その車指名手配！                       |                                                  |
| 4    | 11月6日         | その恋待った!!                         | 西城秀樹、岡田奈々、仲谷昇                       |
| 5    | 11月13日        | 危うし！ライバル登場                   | 郷ひろみ、千昌夫                                 |
| 6    | 11月20日        | ひとめ惚れ!!芸者小僧                   | 由紀さおり、松本ちえこ、金田竜之介               |
| 7    | 11月27日        | ペッパー警部 恋のSOS！                 | 水前寺清子、西川峰子                             |
| 8    | 12月4日         | ミーとケイの石頭大作戦!!               | 森昌子、松崎しげる、藤岡重慶、沢たまき           |
| 9    | 12月11日        | 小さなプレイボーイ！                   | 栗田ひろみ、アン・ルイス                         |
| 10   | 12月18日        | ある時アララ？変な奴!!                 | 新沼謙治                                         |
| 11   | 12月25日        | ミーとケイのXマスをウォンテッド        | 天地総子、常田富士男                             |
| 12   | 1978年 1月8日   | ミーとケイのUFOからのプレゼント        | 水前寺清子                                       |
| 13   | 1月15日         | SOS初恋の人                            | かたせ梨乃                                       |
| 14   | 1月22日         | ミーとケイの偽者指名手配               | 細川たかし、中尾彬                               |
| 15   | 1月29日         | ミーとケイの銀盤に恋のUFO              | 佐野稔、渡辺しのぶ、伊吹武彦（元プロスケーター） |
| 16   | 2月5日          | ミーとケイの受験大作戦!!               | せんだみつお、多々良純                           |
| 17   | 2月12日         | ペッパー警部 親孝行SOS                 | 南美江、水前寺清子                               |
| 18   | 2月19日         | ミーとケイの怪人ハナモゲラ指名手配!!   | タモリ                                           |
| 19   | 2月26日         | ミーとケイの奇人変人チャンチャカチャン | 前川清、平野雅昭                                 |
| 20   | 3月5日          | ミーとケイ懐かしき恋の謎               | 南沙織                                           |
| 21   | 3月12日         | ミーとケイの少年探偵団？               | 前田武彦                                         |
| 22   | 3月19日         | ミーとケイの大人って世話がやけるのね   |                                                  |
| 23   | 3月26日         | ミーとケイの春です大決心               |                                                  |

## 参考資料
- テレビドラマデータベース[どれ?]
- 毎日新聞縮刷版[どれ?][要ページ番号]